# 42

## Події
- Гай Светоній Паулін відправлений для придушення повстання очолюваного Едемонаом в Мавретанію.
- Мавретанія стає римською провінцією — розділена на  Мавретанію Тінгітанську і Цезарейську.
- Консульство Тіберія Клавдія Цезаря Августа Германіка і Гай Цестій Галл. Корнелій Луп — консул — суфект.
- Постала Конфедерація Кая.

## Померли
- Гай Аппій Юній Сілан — політичний діяч ранньої Римської імперії.
- Луцій Аррунцій Камілл Скрибоніан — політичний та військовий діяч Римської імперії.